# برنار دارنيتشي
برنار دارنيتشي (بالفرنسية: Bernard Darniche)‏ مواليد 28 مارس 1942، هو سائق راليات فرنسي سابق بدأ مسيرته في سنة 1973. كان أول رالي له هو رالي مونت كارلو 1973. شارك في بطولة العالم للراليات. فاز بـ 7 سباقات رالي. صعد على المنصة 11 مرة خلال مسيرته.

## سجل الفوز
| الرقم | الحدث            | الموسم                          |
| ----- | ---------------- | ------------------------------- |
| 1     | رالي المغرب 1973 | بطولة العالم للراليات موسم 1973 |
| 2     | رالي كورسيكا     | بطولة العالم للراليات موسم 1975 |
| 3     | رالي كورسيكا     | بطولة العالم للراليات موسم 1977 |
| 4     | رالي كورسيكا     | بطولة العالم للراليات موسم 1978 |
| 5     | رالي مونت كارلو  | بطولة العالم للراليات موسم 1979 |
| 6     | رالي كورسيكا     | بطولة العالم للراليات موسم 1979 |
| 7     | رالي كورسيكا     | بطولة العالم للراليات موسم 1981 |

## فرق مثلها
- لانشيا
- أودي

## روابط خارجية
- برنار دارنيتشي على موقع DriverDB.com (الإنجليزية)
- برنار دارنيتشي على موقع Rallye-info.com (الإنجليزية)
- برنار دارنيتشي على موقع eWRC-results.com (الإنجليزية)